# Platysenta menota
Platysenta menota là một loài bướm đêm trong họ Noctuidae.